# Foire made in Guinea
 (septembre 2019).
La foire made in Guinea, créée en 2019, est un espace de mise en avant des potentialités économiques, artisanales et touristiques de la république de Guinée organisée par l'agence de communication Kawthar.

## Histoire
Lancée officiellement le 19 juillet 2019 par le ministre de l'hôtellerie et du tourisme qui invite les artistes à mettre en valeur leurs savoirs.

## Personnalités
- Hadja Bakayoko, commissaire générale de la foire internationale de la Côte d’Ivoire.
- Saran Mady Touré, ambassadeur de la Guinée en Chine[3].
- Thierno Ousmane Diallo, ministre de l’hôtellerie et du tourisme[4].